# Карта Т-О

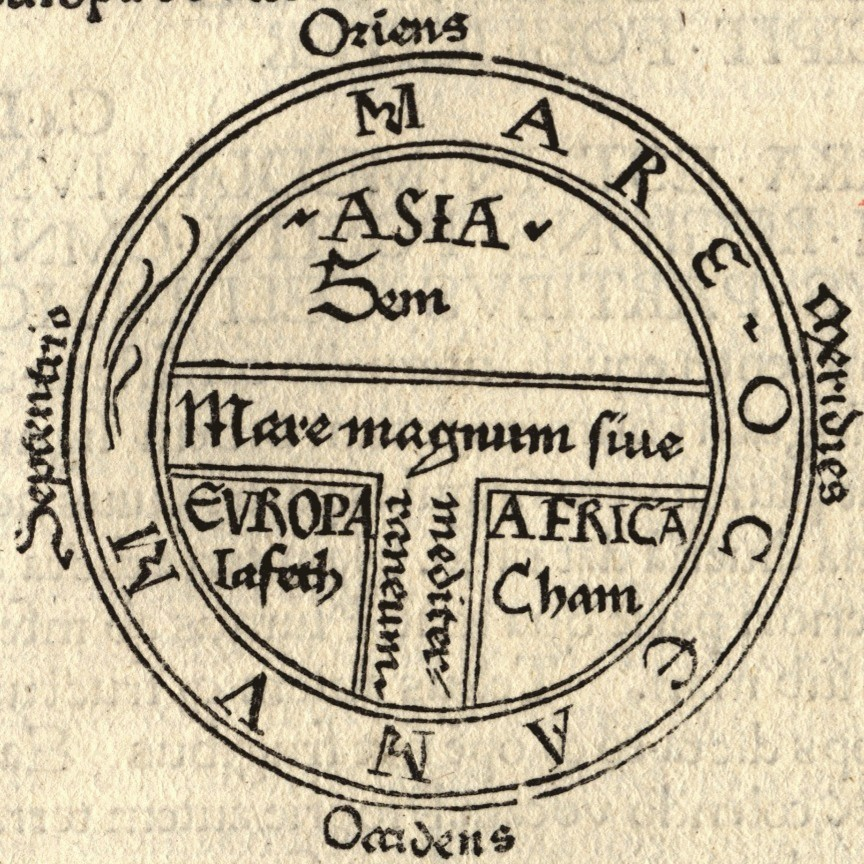
Т и О карта с указанием деления частей мира между тремя сыновьями Ноя

Orbis terrae (с лат. — «шар Земли») — тип средневековой карты мира, на которой обитаемый мир изображён в виде колеса, согласно учениям Исидора Севильского и Беата из Льебаны. Он разделяется на три части — Европа, Африка и Азия, причём последняя приблизительно равна по величине двум другим. Европу от Африки отделяет Средиземное море, Африку от Азии — Красное море либо река Нил, Европу от Азии — Эгейское море, Босфор либо реки Тигр и Евфрат. В совокупности все эти водоёмы образуют букву Т. Отсюда второе название этого типа карты — карта Т и О (О — мировой океан, огибающий ойкумену). В центр такой карты, как правило, помещались Святая земля и Иерусалим — «пуп Земли» (ombilicum mundi) и арена величайших событий мировой истории, описанных в Библии.

## Раннее Средневековье

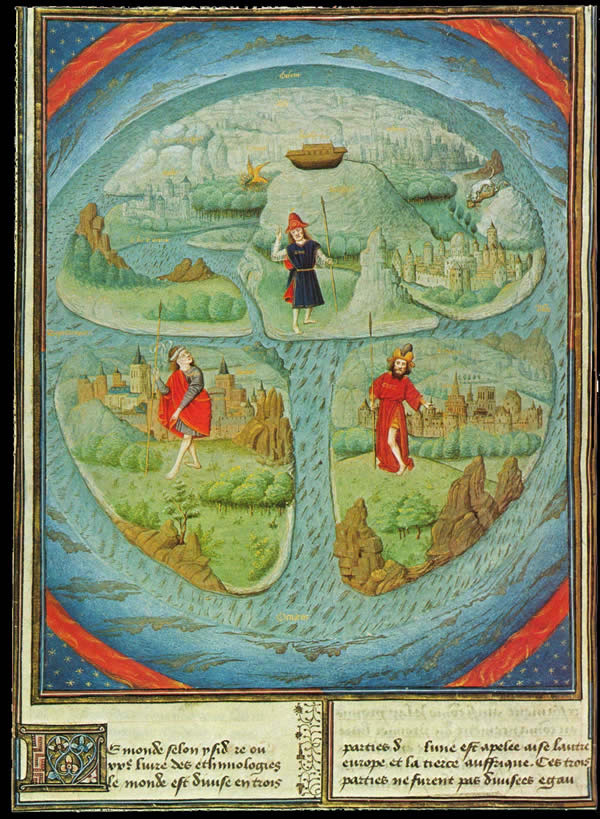
Карта мира в книге Жана Манселя La Fleur des Histoires. Валансьен, 1459—1463

Карты в виде Т и О отражают ветхозаветную традицию о трёхчастном делении мира между сыновьями Ноя — Симом, Хамом и Иафетом. Впервые такая карта была создана в VIII веке  монахом Беатусом из Льебаны как иллюстрация к 12-томному «Комментарию к Апокалипсису» на основе схемы, представленной у Исидора Севильского, архиепископа Севильи, в книге «Этимологии» в начале VII в.

## Варианты
На основе теории деления мира на три части были созданы и другие средневековые карты, как, например, Херефордская карта или карта Мир — трилистник 1581 года, составленная Генрихом Бюнтингом (1545—1606), одна из так называемых «странных карт». Карта впервые была опубликована в книге «Itinerarium Sacrae Scipturae» — путеводителе по Святой Земле.
К этому времени европейцы знали, что карты Т и О не соответствуют действительности, и работа Бюнтинга представляет собой игру между реальностью и мифическими представлениями.
Данная карта в частности представляет собой дань родному городу Бюнтинга — Ганноверу, поскольку текст над картой гласит: «Die ganze Welt in einem Kleberblatt welches ist der Stadt Hannover meines lieben Vaterlandes Wapen» («Целый мир в трилистнике, который является гербом Ганновера, моей дорогой Отчизны»).